# Contratenor
Contratenor é um cantor masculino que canta, utilizando falsete (ou até voz modal em casos raros)  , numa tessitura correspondente ou cujo alcance vocal é equivalente à da contralto ou mezzo-soprano. O contratenor não é um castrato igualar, nem no som, nem no alcance vocal. Vale também realçar que falsete quer dizer 'falso', ou seja, é um som que um cantor treinado emite através do controle e não da voz natural, porque fisiologicamente, homens não podem emitir o mesmo som que cantoras. [carece de fontes?]
A voz de contratenor teve um ressurgimento massivo em popularidade na segunda metade do séc. XX, parcialmente devido a pioneiros como Alfred Deller e pelo aumento de popularidade da ópera Barroca, e a necessidade de cantores para substituir os castrati nas óperas. 
Hoje, contratenores são muito procurados em muitas formas de música clássica. Na ópera, muitos papéis originalmente escritos para castrati são agora cantados e gravados por contratenores, assim como alguns en travesti originalmente escrito para cantoras. A primeira categoria é muito mais numerosos, como Orfeo em Orfeo ed Euridice de Gluck. Este é também o caso das várias primeiras óperas de Mozart, incluindo Aminta em Il re pastore, Cecilio em Lucio Silla, Ramiro em La finta giardiniera, Idamante em Idomeneo, re di Creta e Sesto em La clemenza di Tito. Muitos compositores modernos escreveram e continuam a escrever, personagens para contratenor, tanto em obras corais e ópera, bem como canções e músicas para a voz. Grupos corais masculinos como Chantecler e The King's Singers usam a voz com grande efeito em uma variedade de gêneros, incluindo música antiga, gospel e até músicas folclóricas. Outras peças de ópera recentes escritos para a voz contratenor incluem Edgar em Lear (Aribert Reimann, 1978), o príncipe Go-Go em Le Grand Macabre (György Ligeti, 1978), o papel-título de Akhnaten (Philip Glass, 1983), Claire em The Maids (John Lunn, 1998), o refugiado em Flight (Jonathan Dove, 1998), Trinculo em The Tempest (Thomas Adès, 2004), o menino em Written on Skin (George Benjamin, 2012) e vários outros.
Kurt Hummel, personagem de Glee interpretado por Chris Colfer é um contratenor e na 5 ª temporada, episódio 19, usa esse termo em referência a si mesmo. Um tipo especifico de contratenor é Sopranista, através de falsete ou anamolia vocal, pode cantar na mesma faixa que uma soprano. 

## História
No início da polifonia, a voz de contratenor era uma parte menos melódica em contraponto com a do tenor e superius. Era escrito quase que na mesma extensão de um tenor. No século XV, a voz de contratenor foi dividida em contratenor altus e contratenor bassus (contratenor alto e contratenor baixo), que estavam respectivamente acima e abaixo da voz de tenor. Já no século XVI, entretanto, o termo se tornou obsoleto. Na Itália, o contratenor alto se tornou simplesmente 'alto; na França, haute-contre; na Inglaterra, countertenor; mas estes termos veio a significar fenômenos muito diferentes um do outro.
Inicialmente, os contratenores permaneceram no nicho da música vocal sacra, porque as mulheres não tinham permissão para cantar nos cultos das igrejas. Entretanto, eles quase nunca foram recebidos na ópera até meados do século XX, e foram logo substituídos por castrati geralmente também na música sacra. Handel excepcionalmente escreveu papeis específicos para contratenores, mas quase exclusivamente no oratório. Como resultado, nos séculos XVIII e XIX, a voz de contratenor era encontrada apenas na Inglaterra, nos coros das catedrais anglicanas de Cantuária e de São Paulo (Londres), e na música coral profana do gênero chamado "glee".
O ícone mais visível do redescobrimento dos contratenores no século XX foi Alfred Deller, um cantor inglês e campeão de performances autenticamente renascentistas. Deller inicialmente chamava a si mesmo de "alto", mas seu colaborador Michael Tippett recomendou o termo arcaico "countertenor" para descrever sua voz.  
Por volta de 1950 e 60, seu grupo, o Deller Consort, conseguiu aumentar o interesse (e a apreciação) pelo Renascimento e a música Barroca. Benjamin Britten escreveu o papel de Oberon em sua ópera Sonhos de uma noite de verão para ele. Deller foi o primeiro contratenor da era moderna a conseguir tanto prestígio, mas ele não seria o último. 
Russell Oberlin foi a contraparte americana de Deller, e também outro pioneiro da música renascentista. O sucesso de Oberlin foi inteiramente sem precedentes em um país que tinha visto pouco exposição para qualquer coisa antes de Bach, e assim, o caminho para a próximo geração de contratenores foi pavimentado.

## Personagens
- Oberon, em Sonho de uma noite de verão, de Benjamin Britten;
- Voz de Apolo, em Morte em Veneza, de Benjamin Britten;
- O príncipe Go-Go, em Le Grand Macabre, de György Ligeti;
- Akhnaten, em Akhnaten, de Philip Glass.